# باتريك كاسيدي
باتريك كاسيدي (بالإنجليزية: Patrick Cassidy)‏ هو ممثل أمريكي، ولد في 4 يناير 1962 بلوس أنجلوس في الولايات المتحدة.

## وصلات خارجية
- باتريك كاسيدي على موقع IMDb (الإنجليزية)
- باتريك كاسيدي على موقع ميوزك برينز (الإنجليزية)
- باتريك كاسيدي على موقع قاعدة بيانات برودواي على الإنترنت (الإنجليزية)
- باتريك كاسيدي على موقع إن إن دي بي (الإنجليزية)
- باتريك كاسيدي على موقع قاعدة بيانات الفيلم (الإنجليزية)